# Kuścińce
Kuścińce [kuɕˈt͡ɕiɲt͡sɛ] est un village polonais de la gmina de Kuźnica dans le powiat de Sokółka et dans la voïvodie de Podlachie. Il se situe à environ 9 kilomètres au nord de Kuźnica, à 22 kilomètres au nord de Sokółka et à 60 kilomètres au nord-est de Białystok. 